# Zelda: The Wand of Gamelon
Zelda: The Wand of Gamelon (littéralement « Zelda : La baguette de Gamelon ») est un jeu vidéo d'action développé par Animation Magic et édité par Philips sur CD-i, sorti en 1993.
Il fait partie des quatre jeux dont les licences appartiennent à l'origine à Nintendo et ne sont pas sortis sur la console de celle ci (les autres étant Hotel Mario, Link: The Faces of Evil et Zelda's Adventure). Nintendo a accepté de « prêter » les droits à Philips en échange d'un lecteur CD pour la Super Nintendo (ce lecteur CD n'arrivera jamais mais les contrats pour le prêt des licences étaient déjà signés). Ils ne s'insèrent donc pas dans la trame principale, ni dans la série d'ailleurs. On peut les considérer comme des séries dérivées.
Il fait également partie des trois seuls jeux dont la princesse Zelda est l'héroïne, le deuxième étant Zelda's Adventure, également sorti sur CD-i et le troisième The Legend of Zelda: Echoes of Wisdom sorti sur Nintendo Switch.
Nintendo ne reconnait pas ces jeux comme faisant partie de l’univers The Legend of Zelda en ne les intégrant pas dans sa ligne scénaristique.

## Trame

### Histoire
Un jour, au château d'Hyrule, le roi Harkinian annonce à sa fille Zelda qu'il part pour l'île de Gamelon aider le duc d'Onkled et combattre Ganon, et lui demande d'envoyer Link s'il ne donne pas de signe de vie un mois plus tard. Ce fut le cas, et donc Link fut envoyé à Gamelon pour trouver le roi. Encore plus tard, Zelda décide de partir elle-même pour Gamelon avec sa servante Impa et la Triforce de la Sagesse, pour sauver son père ainsi que Link et battre Ganon.

## Système de jeu
Comme son prédécesseur, Link : The Faces of Evil, le cœur du système consiste à parcourir les différentes zones en faisant des allers et retours entre les PNJ entrecoupés de cinématiques pour gagner des objets, ces derniers permettant de franchir des obstacles jusqu'au chateau du duc d'Onkled pour sauver le roi et Link.

## Doublage

### Doublage anglais
- Jeffery Rath : Link
- Bonnie Jean Wilbur : Zelda
- Mark Berry : Roi Harkinian/Ganon
- Eve Karpf : Impa

### Doublage français
- Thierry Wermuth : Link
- Julie Bataille : Princesse Zelda
- Jean Claude Donda : Le Marchand, Yokan le Pêcheur, Grimbo, Wizzrobe, Hektan, Omfak
- Marie Vincent : ?
- Marc Moro : ?

## Développement
Zelda: The Wand of Gamelon était un des deux premiers jeux sous licence Nintendo sortis sur la Philips CD-i (en même temps que Link: The Faces of Evil).
Le jeu a reçu le budget relativement bas d'approximativement 600 000 dollars américains et la limite de développement a été fixé à peu près plus d'une année — le temps qu'il aura été séparé entre le développement de Link: The Faces of Evil et celui de Zelda: The Wand of Gamelon. Il a été décidé par Animation Magic, l'équipe de développement basée à Cambridge au Massachusetts, dirigée par Dale DeSharone, que les deux jeux seront développés simultanément et partageront le même moteur de graphismes pour utiliser plus efficacement le budget. Les séquences animées ont été créées par une équipe de quatre animateurs de Russie (dirigée par Igor Razboff) qui est allée aux États-Unis pour le projet. Ces jeux ont marqué pour la première fois qu'une sous-traitance russe a été utilisée par une entreprise américaine — un déplacement qui a été seulement possible en raison du climat politique quelque peu détendu après la chute du mur de Berlin. Le reste de l'équipe de développement inclut trois programmeurs (tous ont été des anciens salariés de Spinnaker Software (en), un musicien, Tony Trippi, et l'auteur indépendant Jonathan Merritt qui a créé les scénarios et les dessins.
Sous la direction de DeSharone, le développement du jeu a progressé de façon similaire à celui de son titre dirigé auparavant, Below the Root (en), un jeu sur lequel John Szczepaniak de Retro Gamer a suggéré qu'il ait servi comme un précurseur de toutes sortes. Les arrière-plans ont été conçus par des artistes de Cambridge, et le doublage anglais a été entièrement produit par des acteurs de l'union AFTRA (en).

## Accueil
Avec les deux autres jeux basés sur l'univers de The Legend of Zelda sortis sur CD-i, ce jeu a été reçu de façon extrêmement négative par les joueurs, considérant cette série comme « La Triforce de la honte ». Les commentaires du milieu du jeu vidéo furent tout aussi peu flatteurs, allant d'un classement parmi les pires jeux existants , le cinquième plus mauvais jeu de l'histoire du jeu vidéo, ou encore un jeu « à la vitesse détestable, aux contrôles mous, et aux temps de chargement infâmes ». Un épisode de l'Angry Video Game Nerd est consacré à ce jeu.
Les scènes intermédiaires, sous forme de dessins animés, ont été également extrêmement critiquées de par leur côté amateur, mal jouées, à tel point qu'elles en deviennent drôles,,.
Tous ces aspects ont fait de ce jeu une blague récurrente, les scènes intermédiaires étant souvent utilisées pour faire des vidéos comiques sur YouTube, les YouTube Poop.